# Svarta skallar och vita nätter
Svarta skallar och vita nätter är en svensk ungdomsserie från 1995 som sändes på SVT1.
Det är ett modernt Romeo och Julia-drama om ungdomar i brukssamhället Finbro.
Serien visades i ungdomsprogrammet Bullen 1995–1996, samt 2001 som fristående serie med manus av Tomas Blom och regi av Laurus Oskarsson.

## Avsnitt
1. Turkmadrass... bara att lägga omkull (2001-05-28)
2. Vi är ju svenskar och har rätt till det här landet (2001-06-04)
3. Är du nöjd nu, jävla lill-Hitler?[1] (2001-06-11)
4. Får Evins brorsa se Mange ska han märka honom (2001-06-18)
5. Tänk om det skulle hända någonting. Det kanske smäller... (2001-06-25)
6. Men herregud, det bor ju familjer där... kvinnor och barn (2001-07-02)

## Medverkande
- Evin - Silan Beysulen
- Mange - Eric Ericson
- Kenneth - Ola Forssmed
- Rick - Martin Aliaga
- Rune - Kjell Bergqvist
- Berit - Görel Crona
- Bengt-Erik (Manges far) - Björn Granath
- Siv (Manges mor) - Anki Lidén
- Jörgen - Mikael Persbrant
- Sven G. Brix - Sten Johan Hedman
- Torsten - Johan H.son Kjellgren
- Greta - Kerstin Rabe
- Ahmet - Mehmet Tutal
- Gülistan - Vasfiye Tutal
- Ali - Hassan Ali Öztürk

Övriga medverkande: Jennie Flodin, Claudia Galli, Kjell-Hugo Grandin, Samuel Gustafsson, Ulrika Hansson, Christopher Panov, Emil Sandelius, Johan Tillenious, Eva-Isabelle Tjajkovski och Michael Ulin.